# Meniscomorpha hiljei
Meniscomorpha hiljei är en stekelart som beskrevs av Ugalde och Ian D. Gauld 2002. Meniscomorpha hiljei ingår i släktet Meniscomorpha och familjen brokparasitsteklar. Inga underarter finns listade i Catalogue of Life.